# Dasyhelea notata
Dasyhelea notata är en tvåvingeart som beskrevs av Maurice Emile Marie Goetghebuer 1920. Dasyhelea notata ingår i släktet Dasyhelea och familjen svidknott. Inga underarter finns listade i Catalogue of Life.